# Teriyaki Boyz
Teriyaki Boyz est un groupe de hip-hop japonais, originaire de Tokyo. Constitué de Ilmari (Rip Slyme), Ryo-Z (Rip Slyme), Verbal (M-Flo), Wise ((B)ape Sounds) et Nigo ((B)ape Sounds), il est associé au label (B)Ape Sounds.

## Biographie
Nigo étant le fondateur de la célèbre marque de streetwear Bape, le groupe bénéficie pour leur premier CD d'une production impressionnante : Pharrell, les Beastie Boys, Daft Punk, etc. Le nom du groupe, comme celui de leur premier album Beef or Chicken est en référence à la sauce japonaise teriyaki. L'album est certifié disque d'or par la RIAJ.
Plus récemment, les Teriyaki Boys ont composé un morceau pour la BO de Fast and Furious: Tokyo Drift, ce qui les a fait connaître auprès d'un public plus large en dehors de leur pays. Ils ont également sorti un single en collaboration avec Kanye West, I Still Love H.E.R, et Zock on en featuring avec Pharrell Williams et Busta Rhymes, ainsi que HeartBreaker produit par les Daft Punk.

## Discographie

### Albums studio
- 2005 : Beef or Chicken
- 2009 : Serious Japanese
- 2009 : Delirious Japanese

### Singles
- 2006 : Fast and Furious: Tokyo Drift
- 2007 : I Still Love H.E.R. (feat. Kanye West)
- 2008 : Zock on! (feat. Pharrell and Busta Rhymes)
- 2009 : Work that! (feat. Pharrell et Chris Brown)
- 2022 : Morë Tonight (feat. Nigo)